# Operación Zorro Ártico
La Operación Polarfuchs (traducido al español como "Operación Zorro Ártico") fue la última operación llevada a cabo por la Alemania Nazi junto a Finlandia durante la Segunda Guerra Mundial, parte de una operación mayor que recibía el nombre en clave de Operación Silberfuchs.
Mientras los soldados comandados por Eduard Dietl trataban de vencer a la Flota del Norte, la cual se encontraba estacionada en las costas de la península de Ribachi, Alemania y Finlandia se prepararon para hacer el contraataque final para recuperar la región de Salla, caída en manos soviéticas durante la guerra de continuación. También pretendían capturar la ciudad de Kandalakcha, a pocos kilómetros al sur de Múrmansk, para de esa forma bloquear la ruta hacia el vital puerto del Mar de Barents; el cual era el principal objetivo de la misión liderada por Dietl, la Operación Platinfuchs.
Durante la Operación Polarfuchs, los alemanes y finlandeses fueron capaces de tomar Salla tras una intensa batalla a las afueras de la ciudad; así como Kestenga, próxima al Lago Topozero. Sin embargo, Feige no pudo alcanzar los objetivos principales: capturar Múrmansk y controlar la línea de ferrocarril que unía esta ciudad con Kandalakcha. En cambio, la 6ª División Finlandesa hizo un buen progreso y provocó numerosas bajas en las unidades soviéticas, pero los limitados recursos y el largo frente en el que combatía, Hjalmar Siilasvuo dio la orden de detenerse una vez que capturaron Salla, puesto que Mannerheim le persuadió de no seguir involucrándose aún más en una guerra codo con codo junto a Alemania.